# Flikörad fladdermus
Flikörad fladdermus, tidigare även Geoffroys fladdermus (Myotis emarginatus) är en fladdermusart i familjen Vespertilionidae (läderlappar). 

## Beskrivning
Flikörad fladdermus är en liten fladdermus med en vingbredd på 22–28 cm, kroppslängd 4,5–5 cm och vikt upp till 10 g. Pälsen är rödbrun på ovansidan, ljusare under. 
I motsats till fransfladdermusen (Myotis nattereri) har arten inga fransar vid svansflyghudens kanter. Hos flikörad fladdermus förekommer en smal tragus i örat som är lite böjd. Jämförd med fransfladdermusen och vattenfladdermusen har arten en ullig päls. Pälsen på ovansidan bildas av hår som är mörkgrå till svart vid roten, ljusare grå i mitten och rödbrun vid spetsen. Undersidan hår är gulgrå med rödbrun spets som dock är ljusare än på ovansidan.

## Vanor
Den börjar jaga över busk- och gräsmark tidigt på kvällen, där den främst fångar flugor och spindlar. För daglegan väljer den både underjordiga håligheter och byggnader, främst vindsutrymmen. Den delar gärna lokal med hästskonäsor. Vinterdvalan tillbringar den i grottor och andra underjordiska utrymmen.
Honor bildar före ungarnas födelse egna kolonier som är skilda från de flesta hannarna men honor från andra fladdermöss och enstaka hannar accepteras. Under början av sommaren föds en enda unge. Lätet som används för ekolokaliseringen är oftast 1 till 3 millisekunder lång. Lätet börjar med en frekvens av cirka 140 kHz och frekvensen avtar till ungefär 38 kHz. Populationerna utför inga längre vandringar.

## Utbredning
Flikörad fladdermus finns i Syd- och Mellaneuropa från Iberiska halvön över Frankrike, Sydtyskland till Balkan och vidare till sydvästra Asien till Iran och Kaukasus. Finns även i Nordafrika (Marocko, Algeriet, Tunisien).

## Status
Flikörad fladdermus är globalt livskraftig (LC), och förefaller inte minska.